# ليون بازين
ليون بازين (بالفرنسية: Léon Bazin)‏ هو مهندس معماري فرنسي، ولد في 1900 في لوزان في سويسرا، وتوفي في 1976 في باريس في فرنسا.